# Бостонська публічна бібліотека

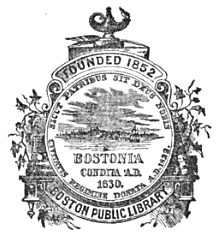
Емблема бібліотеки

Бостонська публічна бібліотека (англ. Boston Public Library) — міська бібліотека міста Бостона, є однією з найбільших загальнодоступних бібліотек в США. Одна з найбільших бібліотек світу. Вона також була першою муніципальною бібліотекою, що користується фінансовою підтримкою приватних осіб, а також першою громадською бібліотекою, в якій було дозволено брати книги та інші матеріали додому. За даними Американської асоціації бібліотек, Бостонська громадська бібліотека є третьою за величиною фондів бібліотекою в США. Вона поступається лише бібліотеці Конгресу та Нью-Йоркській публічній бібліотеці. Будівля бібліотеки — один з чудових прикладів неоренесансної архітектури у США.

## Історія
1841 року француз Александр Ваттемар запропонував заради зручності користувачів об'єднати всі публічні бібліотеки Бостона. Спершу ця ідея не знайшла відгуку в місцевих бібліотекарів. За клопотанням Ваттемара Франція у 1843 і в 1847 роках направила у Бостон велику кількість книжок як дар для публічної бібліотеки. 1849 року сам Ваттемар також подарував велику кількість книжок Бостону.
Джошіа Квінсі молодший, ставши мером Бостона, анонімно пожертвува 5 000 доларів на заснування нової бібліотеки. 1848 року було прийнято указ про заснування нової бібліотеки в Бостоні. 1852 року бібліотеку було офіційно засновано. 1852 року банкір Джошуа Бейтс подарував бібліотеці 50 000 доларів, після чого дирекція бібліотеки склала величезні списки необхідних книжок, які й були закуплені у різних містах США.
На Мейсон стріт було вибрано приміщення колишньої школи, де спершу розташувалася новозаснована бібліотека. 20 березня 1854 року було відкрито першу читальну залу. 2 травня 1854 року запрацював перший абонемент. Тоді фонди бібліотеки налічували 16 000 томів. 1880 року було прийнято рішення про будівництво нового приміщення. 1888 року нью-йоркський архітектор Чарльз Фоллет Маккім представив проект в неоренесансному стилі. 1895 року нове приміщення було відкрите для публіки. Уперше у США в бібліотеці було організовано читальну залу для дітей. Велика читальна зала бібліотеки — Бейтс Голл — було названо на честь банкіра-благодійника, за гроші якого було закладено основу бібліотечних фондів.
Новий корпус, Джонсон білдінг, було споруджено в 1967–1971 роках і відкрито для читачів у 1972 році. Зараз тут зберігається більша частина фондів бібліотеки.

## Фонди
Загалом фонди бібліотеки мають 22,4 млн одиниць зберігання. Книжковий фонд становить 7,6 млн томів, з яких понад 1,7 млн рідкісних та унікальних книг і манускриптів. Серед скарбів бібліотеки прижиттєві видання Вільяма Шекспіра, колекція щоденників з колоніального часу Бостона, особиста бібліотека Джона Адамса на 3800 томів, математична і астрономічна бібліотека Натаніеля Боудича, важливі архіви присвячені аболіціонізму, у тому числі роботи Вільяма Ллойда Гаррісона і велика колекція матеріалів у справі Сакко і Ванцетті. Тематично найповніше представлені книги з мистецтва, з історії мистецтва та з історії США. Бібліотека має дипозитарій урядових документів, а також великі колекції гравюр, фотографій, карт, рідкісних книг, інкунабул та середньовічних рукописних книг.
У бібліотеці зберігається одна з найбільших колекцій акварелей і малюнків Томаса Роулендсона, а також зберігаються архіви товариства Генделя і Гайдна, партитури з маєтку Сергія Кусевицького, а також документи і рояль, що належали відомому американському композиторові Волтеру Пістону.

## Цікаві факти
- Над головним входом до бібліотеки знаходиться напис: «Безкоштовно для всіх»

## Галерея

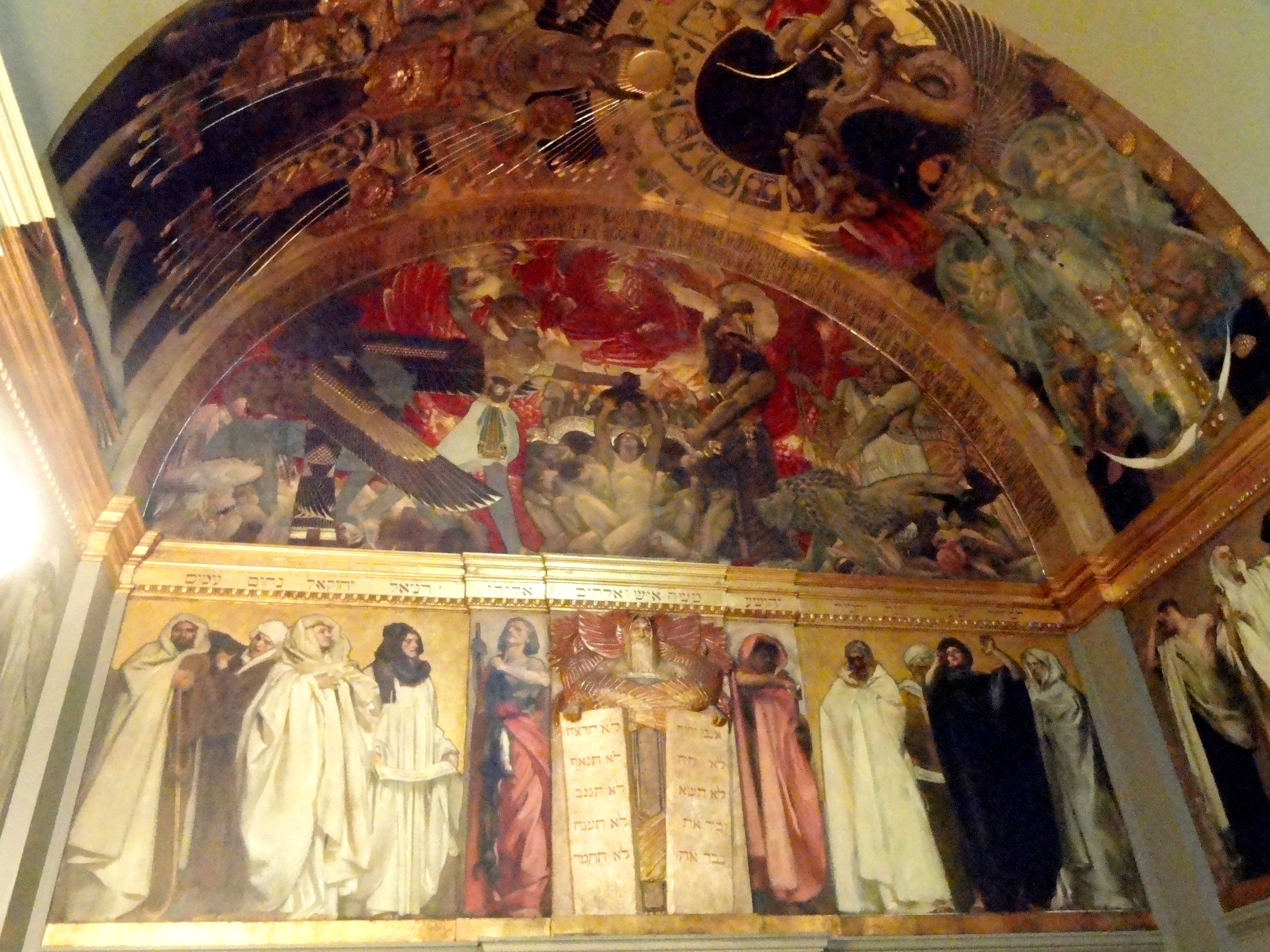
Джон Сінгер Сарджент. Старий заповіт. Стінопис, Бостонська публічна бібліотека.

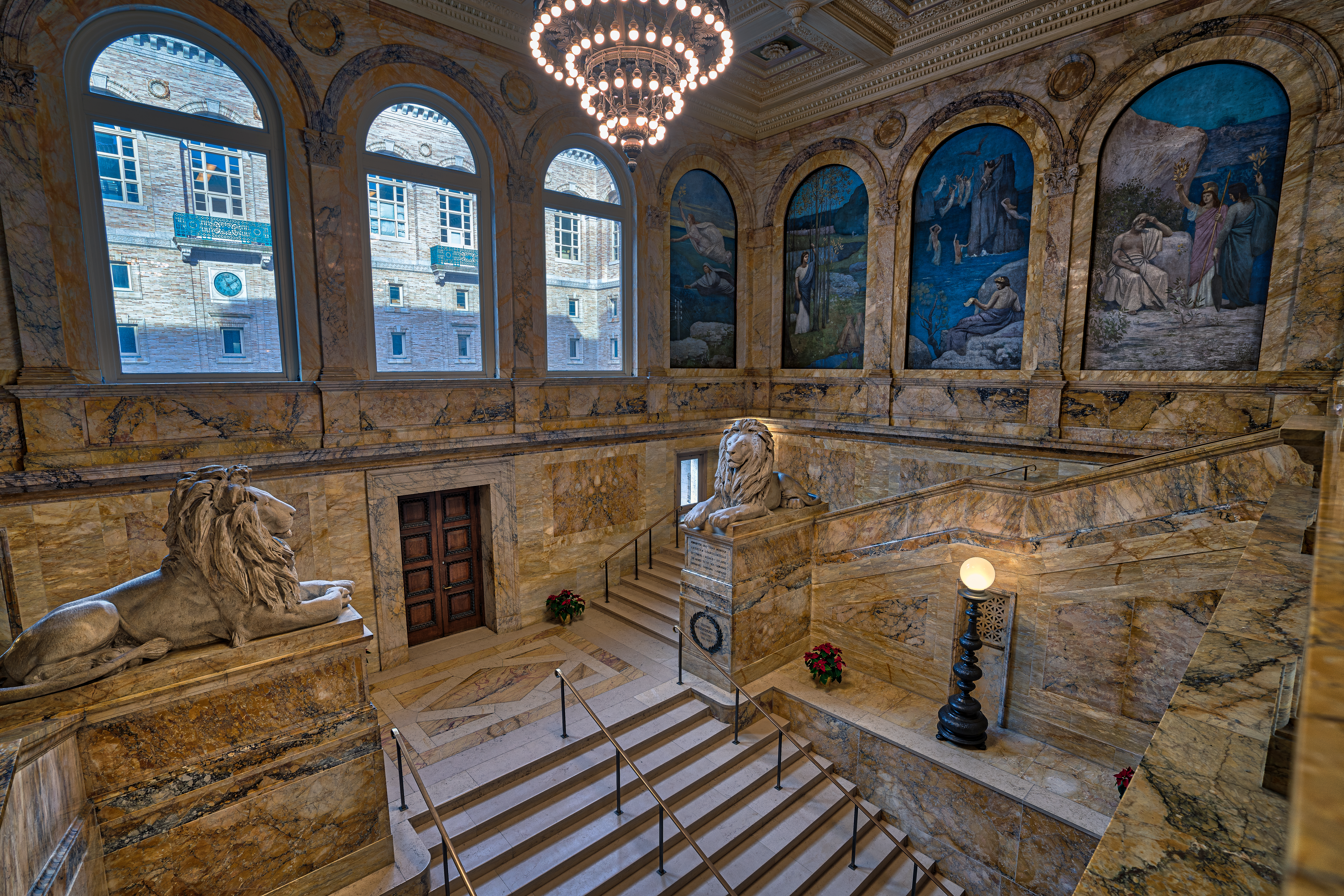
Головні сходи головного корпусу
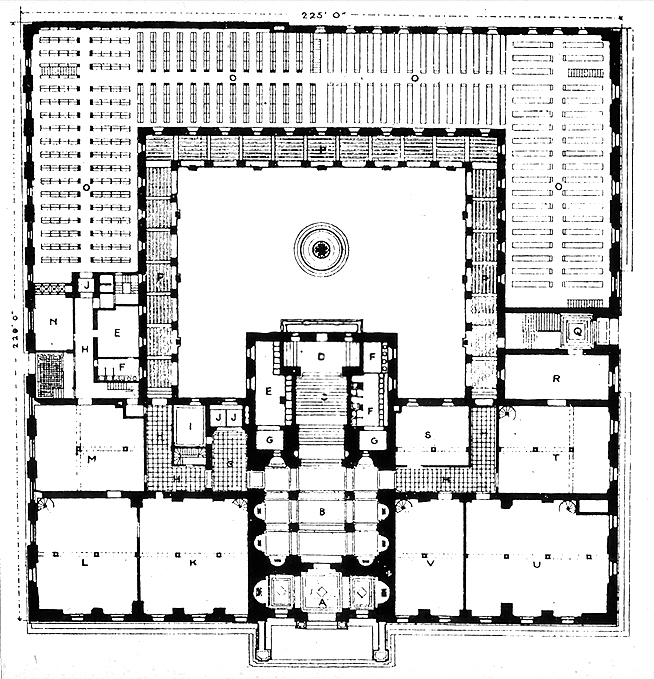
План першого поверху
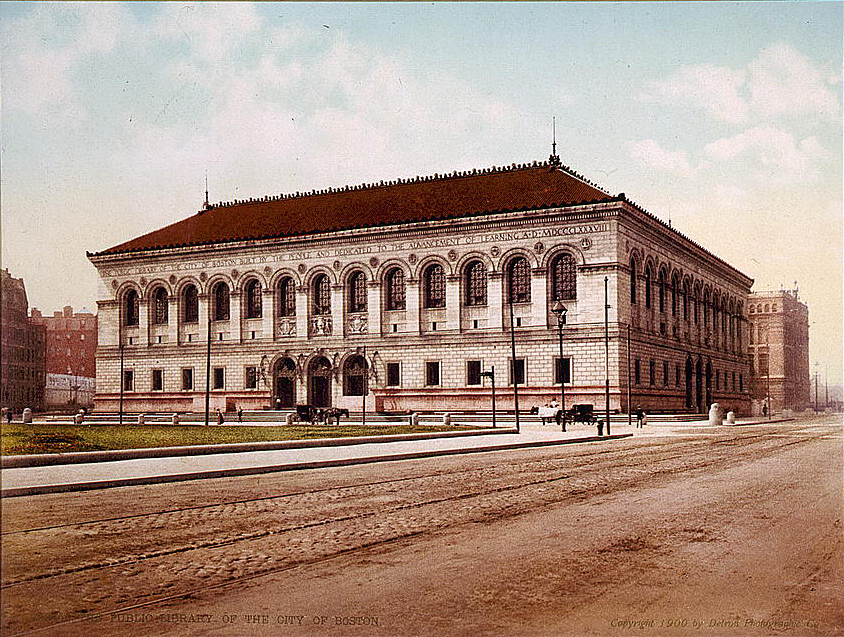
Історична поштівка
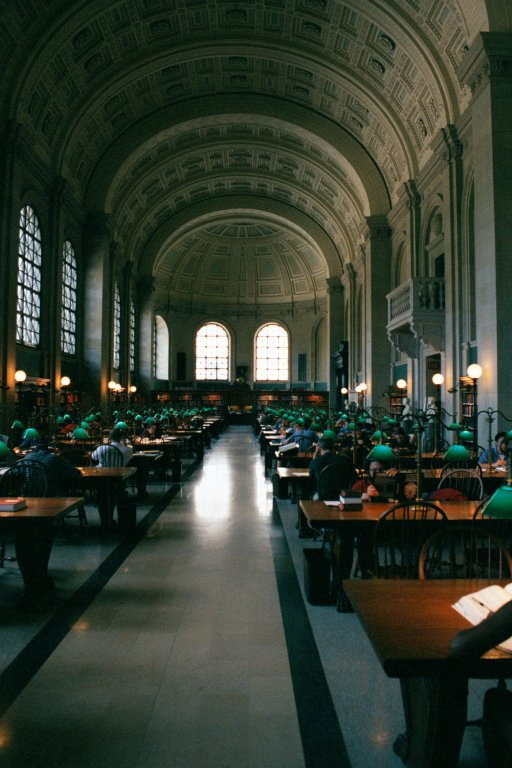
Бейтс Голл
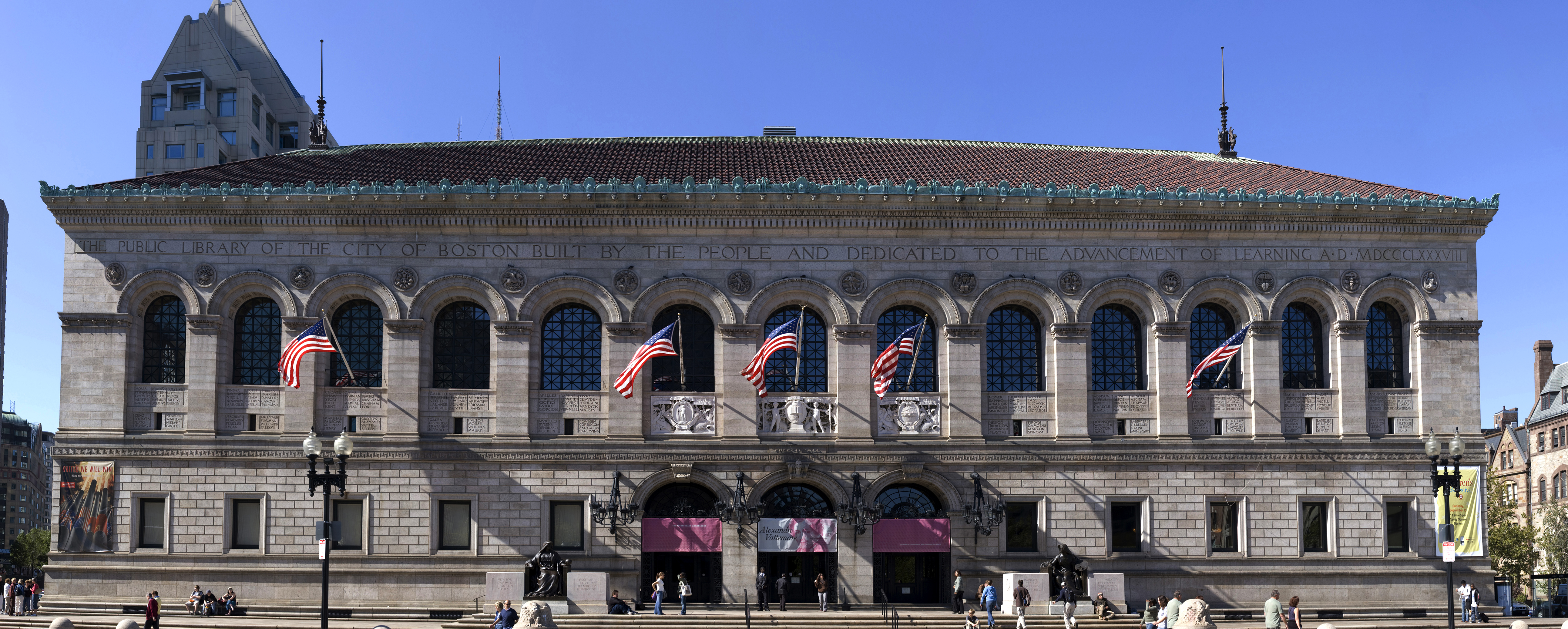
Фасад з головного входу
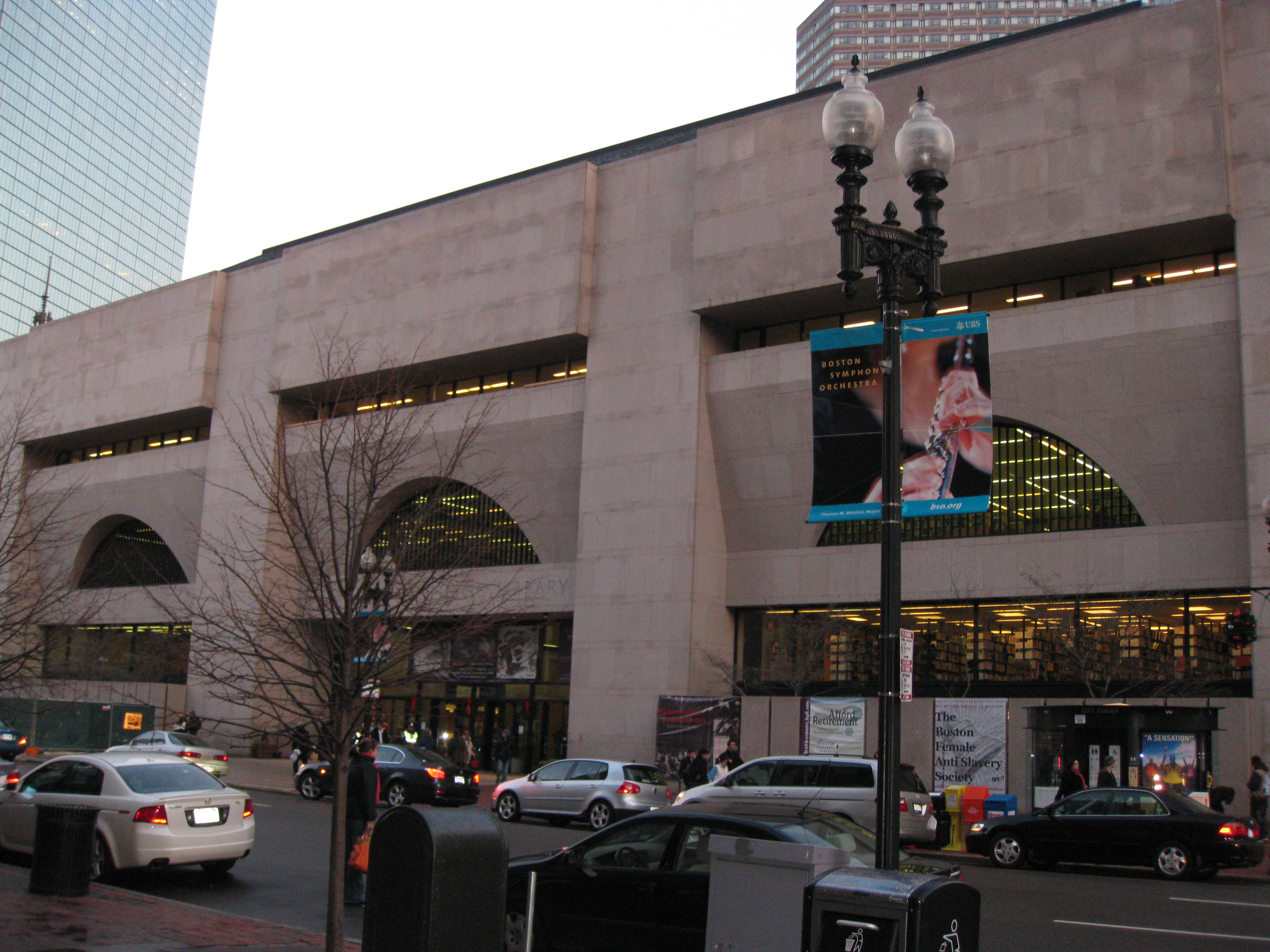
Джонсон білдінг (1967–1971), арх. Філіп Джонсон